# Grafen von Eschenlohe

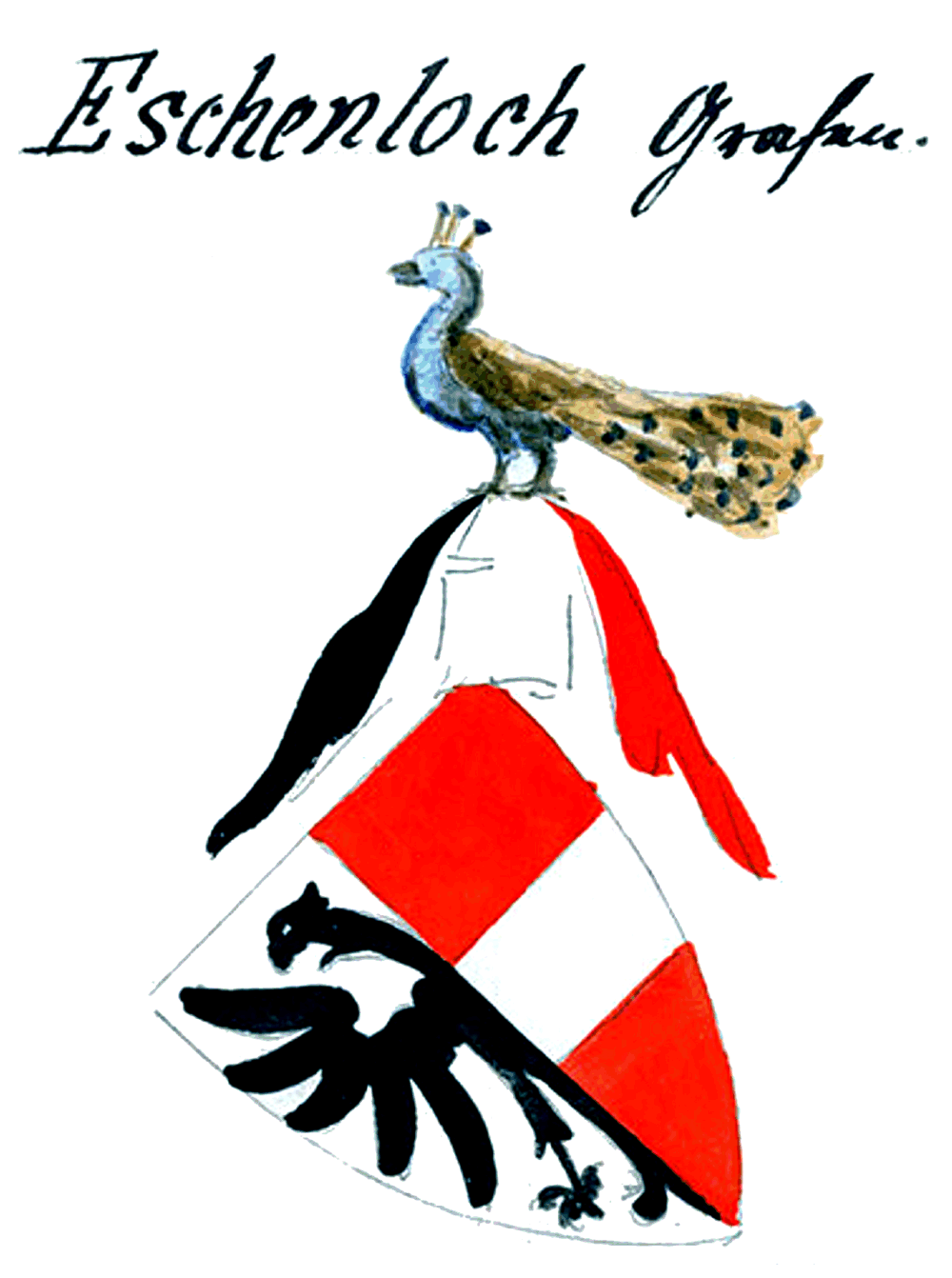
Wappen der Grafen von Eschenloch

Die Grafen von Eschenlohe bzw. Eschenloch; nach ihrem Besitz auch vereinzelt Grafen von Ulten genannt, nicht zu verwechseln mit ihren Vorgängern, den Grafen von Eppan, die sich ebenfalls als Grafen von Ulten bezeichneten; waren ein altes ursprünglich bayerisches später tirolerisches Adelsgeschlecht das Anfang des 14. Jahrhunderts im Mannesstamm erloschen ist. Zu den Camian und Forst bestand eine Wappenverwandtschaft. 

## Geschichte
Stammsitz ist die Mitte des 12. Jahrhunderts errichtete Burg Eschenlohe im Werdenfelser Land. 1157 erscheint urkundlich ein „Werinher de Eccillohe“. 1184 bis zu seinem Tode fungierte Udalschalk von Eschenlohe († 1202) als Bischof von Augsburg, möglicherweise ein Bruder von Berthold (I.) von Eschenlohe. Am 4. Mai 1258 ist ein „Berdtoldi. Comitis de Eschenloch“ beurkundet. Berthold (III.) von Eschenlohe, letzter männliche Angehörige seiner Linie, verkaufte 1294 seinen gesamten Besitz, darunter auch Eschenlohe, das an das Hochstift Augsburg gelangte. Hefner zufolge existierte auch von ca. 1228 bis 1294 ein zum niederen Adel gehörendes Geschlecht Eschenlohe, die Ministeriale der gleichnamigen Vögte auf deren Stammburg gewesen sind.
Aus der tirolerischen Linie stammte Heinrich Graf von Eschenloch († 1349/53) über den eine außereheliche Abstammung von Meinhard II. Herzog von Kärnten, Graf von Tirol und Görz überliefert ist. In welcher verwandtschaftlichen Beziehung er zu den bayerischen Eschenlohe stand, ist nicht bekannt, außer das er offensichtlich deren Namen und Wappen führte. 1326 belehnte ihn der Tiroler Landesfürst mit Burg und Gericht von Ulten. 1342 bestätigte Markgraf Ludwig V. der Brandenburger diese Zuwendung. Das Wappensiegel des "Sigaunus de Forst" von 1330 ist mit dem der Eschenlohe identisch. Albert von Camian und Forst († 1336), verheiratet mit Floridiana von Schlandersberg, war gleichermaßen ein natürlicher Sohn von Meinhard II. und somit (Halb-)Bruder von Heinrich von Eschenloch. Die Tochter von Heinrich von Eschenloch, Anna Gräfin von Ulten kam als Zofe an den Hof Markgraf Ludwig V. und Margarethe Maultasch, als deren natürliche Base sie galt. Um 1350 heiratete sie Konrad von Annenberg und verkaufte mehrere von ihrem Vater geerbte Höfe in Ulten. Ihre Nachkommen die Annenberg stiften in Ulten den Neubau der Pfarrkirche St. Pankraz.

## Wappen
Blasonierung: Wappen gespalten, vorne in Silber ein halber schwarzer Adler am Spalt, hinten in Rot ein silberner Balken. Auf dem Helm mit rechts schwarz-silbernen und links rot-silbernen Helmdecken ein nach rechts schreitender Pfau.

Wappensiegel von „Heinrich Coalitis de Eschenlove“ und heutiges Wappen der Gemeinde Eschenlohe
Wappen der Gemeinde Garmisch-Partenkirchen
Wappen der Gemeinde Telfs
Wappen der Gemeinde Ulten